# Minosia
Minosia es un género de arañas araneomorfas de la familia Gnaphosidae. Se encuentra en  Asia, África y el sur de Europa. 

## Lista de especies
Según The World Spider Catalog 12.0:
- Minosia assimilis Caporiacco, 1941
- Minosia berlandi Lessert, 1929
- Minosia bicalcarata (Simon, 1882)
- Minosia clypeolaria (Simon, 1907)
- Minosia eburneensis Jézéquel, 1965
- Minosia irrugata (Simon, 1907)
- Minosia karakumensis (Spassky, 1939)
- Minosia lynx (Simon, 1886)
- Minosia pharao Dalmas, 1921
- Minosia santschii Dalmas, 1921
- Minosia senegaliensis Dalmas, 1921
- Minosia simeonica Levy, 1995
- Minosia spinosissima (Simon, 1878)